# Ignis Brunensis

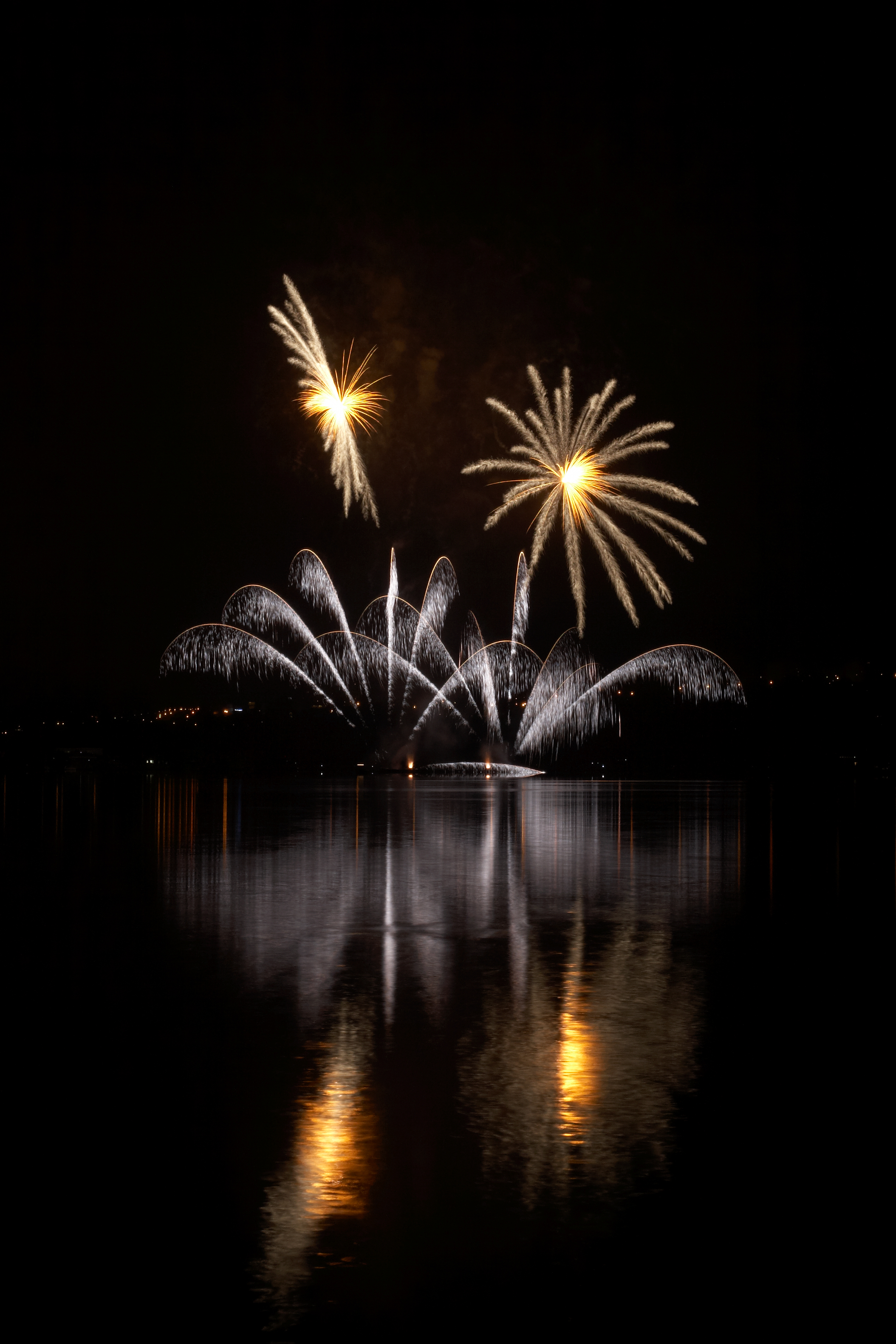
Ignis Brunensis Macedos Pirotecnia 2007

Ignis Brunensis es una competencia internacional de fuegos artificiales realizada anualmente entre mayo y junio en la ciudad checa de Brno, en Moravia. El nombre del concurso pirotécnico deriva del latín y significa «El Fuego de Brno».

## Programación
Las actividades del concurso involucran a toda la ciudad de Brno. Como ceremonia de inauguración son lanzados fuegos artificiales fuera de competencia desde el centro de la ciudad. El resto de las presentaciones competitivas se hacen a las afueras de la ciudad, en las cercanías de la Represa de Brno, a fin de aumentar el efecto lumínico con el reflejo del agua y no producir contaminación sonora en el área residencial durante esos días. Cada grupo participante debe hacer una presentación artística que mezcle efectos visuales y musicales dentro de un mismo espectáculo. Los organizadores estiman en promedio entre 100 mil y 200 mil visitantes por año al evento.
En la ceremonia de clausura se lanzan juegos pirotécnicos desde el centro de la ciudad al igual que en la apertura. Los museos, centros culturales, castillos y otras instituciones también participan del evento con sus propias programaciones especiales para la ocasión.   